# 면책적 채무인수
면책적 채무인수(免責的 債務引受)란 채무의 동일성을 유지하면서 이를 종래의 채무자로부터 제3자인 인수인에게 이전하는 것을 목적으로 하는 계약으로서 종래의 채무자는 채무관계에서 탈퇴하여 면책되는 효과가 발생되는 채무인수를 말한다.

## 사례
웅진식품은 먼저 계열사인 오션스위츠제주호텔을 매매대금 40억원에 미래글로벌에 파는 계약을 맺고 미래글로벌은 앞서 20억원의 계약ㆍ중도금을 지급하였는데 웅진식품은 10월 4일에 미래글로벌이 237억원의 `면책적 채무인수`를 기한 내에 충족시키지 못했다는 이유로 미래글로벌에 계약 해지를 통보했다.

## 면책적 채무인수계약서
인수인 이□□(이하 “갑”이라고 한다)는 채무자 김○○(이하 “병”이라고 한다)이 채권자 김◎◎(이하 “을”이라고 한다)에게 변제하여야 할 금 10,000원의 채무에 대하여 인수하고 을의 동의하에 다음과 같은 내용으로 면책적채무인수계약을 체결한다.
다음
1. 채무자 병이 채권자 을에게 변제하여야 할 금10,000,000원의 채무금에 대해서 채권자 을의 동의하에 갑이 위 금원을 인수하면서 채무자 병의 채무를 면책시킨다.
2. 채무자의 채무를 보증하기 위하여 입보를 했던 보증인 보□□의 연대보증과 물상보증인인 물□□의 담보는 소멸시키며 이에 따른 법적 절차를 이행하는데 채권자는 협조한다.
3. 채무자와 채권자가 체결했던 계약에 대한 그 해제권이나 취소권에 대해서는 인수인은 그 권리를 행사할 수 없다.
4. 위 면책적 채무인수계약에 대한 효력은 하기에 기재된 날짜부터 그 효력을 발생한다.

첨부서류 : 위 채권자, 채무자, 인수인의  인감증명서 각 1통
20○○년 ○월 ○일

## 판례
- 부동산의 매수인이 매매목적물에 관한 임대차보증금반환채무 등을 인수하는 한편, 그 채무액을 매매대금에서 공제하기로 약정한 경우, 그 인수는 특별한 사정이 없는 이상 매도인을 면책시키는 면책적 채무인수가 아니라 이행인수로 보아야 하고, 면책적 채무인수로 보기위해서는 이에 대한 채권자 즉, 임차인의 승낙이 있어야 한다[4]

- 면책적 채무인수는 채무인수로 인하여 인수인은 종래의 채무자와 지위를 교체하여 새로이 당사자로서 채무관계에 들어서서 종래의 채무자와 동일한 채무를 부담하고 동시에 종래의 채무자는 채무관계에서 탈퇴하여 면책되는 것일 뿐이므로, 인수채무가 원래 5년의 상사시효의 적용을 받던 채무라면 그 후 면책적 채무인수에 따라 그 채무자의 지위가 인수인으로 교체되었다고 하더라도 그 소멸시효의 기간은 여전히 5년의 상사시효의 적용을 받는다 할 것이고, 이는 채무인수행위가 상행위나 보조적 상행위에 해당하지 아니한다고 하여 달리 볼 것이 아니다. 면책적 채무인수가 있은 경우, 인수채무의 소멸시효기간은 채무인수와 동시에 이루어진 소멸시효 중단사유, 즉 채무승인에 따라 채무인수일로부터 새로이 진행된다.[5]

- 상속재산 분할의 대상이 될 수 없는 상속채무에 관하여 공동상속인들 사이에 분할의 협의가 있는 경우라면 이러한 협의는 민법 제1013조에서 말하는 상속재산의 협의분할에 해당하는 것은 아니지만, 위 분할의 협의에 따라 공동상속인 중의 1인이 법정상속분을 초과하여 채무를 부담하기로 하는 약정은 면책적 채무인수의 실질을 가진다고 할 것이어서, 채권자에 대한 관계에서 위 약정에 의하여 다른 공동상속인이 법정상속분에 따른 채무의 일부 또는 전부를 면하기 위하여는 민법 제454조의 규정에 따른 채권자의 승낙을 필요로 하고, 여기에 상속재산 분할의 소급효를 규정하고 있는 민법 제1015조가 적용될 여지는 전혀 없다[6].

## 같이 보기
- 병존적 채무인수
- 이행인수
- 대한민국 민법 제454조